# Veľký Javorník (národní přírodní rezervace)
Veľký Javorník je národní přírodní rezervace na Slovensku, na svazích Veľkého Javorníku, nejvyššího vrcholu Javorníků. Nachází se v katastrálním území obce Makov v okrese Čadca v Žilinském kraji, asi půl kilometru jihovýchodně od hranice s Českem. Území bylo vyhlášeno v roce 1967 a má rozlohu 13,95 hektaru. Předmětem ochrany jsou zachovalá vrcholová lesní společenstva jedlobučin.